# پزشکی گوارش
پزشکی گوارش یا گاستروانترولوژی (به انگلیسی: Gastroenterology) شاخه‌ای از علم پزشکی است که به مطالعه دستگاه گوارش انسان می‌پردازد. واژه گاستروانترولوژی از دیدگاه ریشه‌شناسی واژگان از سه قسمت واژگان یونانی گاستروس به معنای معده، آنترون به معنای روده و لوگوس به معنای عقل و فکرت تشکیل یافته‌است.